# Cytisus arboreus
Cytisus arboreus é uma espécie de planta com flor pertencente à família Fabaceae. 
A autoridade científica da espécie é (Desf.) DC., tendo sido publicada em Prodromus Systematis Naturalis Regni Vegetabilis 2: 154. 1825.

## Subespécies e variedades
Segundo a base de dados Tropicos tem as seguintes subespécies e variedades:
- Cytisus arboreus subsp. arboreus
- Cytisus arboreus subsp. baeticus Maire
- Cytisus arboreus subsp. catalaunicus	Maire
- Cytisus arboreus var. leiocarpus Maire
- Cytisus arboreus subsp. malacitanus (Boiss.) Malag.
- Cytisus arboreus var. transiens Maire

## Portugal
Trata-se de uma espécie presente no território português, nomeadamente os seguintes táxones infraespecíficos:
- Cytisus arboreus subsp. baeticus - presente em Portugal Continental. Em termos de naturalidade é nativa da região atrás referida. Não se encontra protegida por legislação portuguesa ou da Comunidade Europeia.